# Waldniel
Waldniel is een plaats in de gemeente Schwalmtal.

## Geschiedenis
Waldniel werd voor het eerst vermeld in 1020.
In 1913 werd hier een inrichting voor gehandicapten opgericht (Sankt-Josefs-Heim), welke door Franciscanen werd beheerd. In 1937 werd dit door de nazi's onteigend en zij deporteerden 1044 mensen naar onder meer de gaskamers van Euthanasiecentrum Hadamar. Kinderen werden ter plekke vermoord in Waldniel. Op 1 maart 1945 werd Waldniel bevrijd door Amerikaanse troepen.

## Bezienswaardigheden
- Pestmühle, molenromp van 1828.
- Sint-Michaelkerk, van 1878-1883. Neogotische basiliek, ontworpen door Wiethase, met hoge voorgebouwde toren in vier geledingen, van onderen vierkant en met een veelhoekige bovenbouw.
- Voormalig Sankt-Josefsheim, in buurtschap Hostert. Neogotisch complex van 1911-1913.

## Natuur en landschap
Waldniel ligt in het dal van de Kranenbach, op een hoogte van ongeveer 62 meter. De omgeving, behalve in het beekdal, wordt gekenmerkt door landbouw.

## Nabijgelegen kernen
Lüttelforst, Niederkrüchten, Brempt, Amern, Dilkrath, Dülken, Hardt